# Joan Cribb
Joan Winifred Cribb (nacida Hebert, 14 de abril de 1930-17 de octubre de 2023) fue una micóloga, botánica, curadora y exploradora australiana.

## Biografía
Aborigen de Brisbane, Queensland, hija del botánico Desmond Herbert. Se graduó por la Universidad de Queensland con un B.Sc. con honores y un M.Sc. Se casó con su colega botánico Alan Cribb en 1954, y varios años más tarde se unió a él en la Universidad de Queensland como profesora y tutora.
Se especializó en hongos gasteroides, describiendo veintiún nuevas especies de ese grupo, así como catorce nuevas especies de hongos marinos. Ella y su marido también investigaron algas que habitan hongos, encontradas en hábitats marinos.

## Algunas publicaciones
- alan bridson Cribb, joan winifred Cribb. 1990. Wild Food in Australia. 2ª ed. HarperCollins Australia, 284 p. ISBN 0207168164, ISBN 9780207168161

- ------------------------------------------------. 1990. Wild Medicine in Australia. Ed. HarperCollins Australia, 228 p. ISBN 0207168156, ISBN 9780207168154

- ------------------------------------------------. 1987. Wild Food in Australia. 2ª ed. de Collins. 284 p. ISBN 0732224918, ISBN 9780732224912

- ------------------------------------------------. 1981. Useful Wild Plants in Australia. Ed. ilustrada de Collins, 269 p. ISBN 0002164418, ISBN 9780002164412

## Honores

### Galardones
- 1994: Medalla Australiana de Historia Natural

### Eponimia
Género de hongo
- Cribbea[3]

Especies de fungi
- Hymenogaster cribbiae[4]
- Stephanospora cribbae[5]
- La abreviatura «J.W.Cribb» se emplea para indicar a Joan Cribb como autoridad en la descripción y clasificación científica de los vegetales.[6]